# Oncicola gigas
Espèce
Oncicola gigas est une espèce d'acanthocéphales de la famille des Oligacanthorhynchidae. C'est un parasite digestif de félins africains.